# Guy Môquet, un amour fusillé
Pour les articles homonymes, voir Môquet.
 Guy Môquet, un amour fusillé est un téléfilm français réalisé par Philippe Bérenger à la mémoire de Guy Môquet, militant communiste fusillé durant la Seconde Guerre mondiale. Il a été diffusé le 21 octobre 2008 sur France 2, et le 31 août 2009 sur France 5.

## Synopsis
Le film retrace les derniers jours de Guy Môquet et de ses proches camarades au camp de Choisel jusqu'à leur exécution en représailles après la mort de Karl Hotz le 22 octobre 1941.

## Fiche technique
- Guy Môquet, un amour fusillé
- Réalisateur : Philippe Bérenger
- Scénario : Philippe Bérenger et Brigitte Peskine
- Montage : Jacqueline Herbeth
- Ingénieur du son : Ludovic Escalier
- Musique : Bruno Bertoll
- Durée : 110 minutes
- Genre : téléfilm
- Date de diffusion : le 21 octobre 2008 à 20 h 50. Rediffusion : 31 août 2009 à 20 h 35, sur France 5[6].

## Distribution

### Principaux acteurs[7]
- Théo Frilet : Guy Môquet
- Audrey Dewilder : Odette Lecland[8]
- Patrick Catalifo : le lieutenant « Parrain »
- Stephan Avoge : Rustine
- Gabriel Dufay : gendarme 1
- Julien Peny : gendarme 2
- Benoit Carré : Roger Semat
- Éric Théobald : Jean-Pierre Timbaud
- Franck Libert : Charles Michels
- Frédéric Maranber : Jean Poulmarc'h
- Jean-François Palaccio : Achille
- Sébastien Libessart : Henri Pourchasse
- Christophe Gregoire: Dr Tenine
- Josiane Lévêque : maman Bouclette
- Anne Baudoux : Mme Kérivel
- Alexandre Donders : Eugène Kérivel
- Hélène Viaux : villageoise
- Alban Aumard : villageois
- Cedric Viera : le cafetier
- Eric Verdin : Adrien Agnés
- Gaêtan Gallier : Jules Vercruysse
- Pierre Hiessler : avocat
- Pierre-Louis Basse : Pierre Gaudin
- Pierre Pellet : Abbe Moyon
- Max Imark : commandant Hotz
- Vincent Ozanon : huissier de justice
- David Birge-cotte : Serge Môquet
- Vincent Jaspart : le boulanger
- Olivier Berlaud : l'homme du couloir
- Alain Thibaudault : Titus Bartoli
- Jean Ceibel : Pierre
- Pierre Manganelli : Henri Barthélémy
- Yves Breton : Manice Gardette
- François Rabinovici : Marc
- Patrice Le Saëc : Charles de la Vagueri
- David Nouges : Maximilien Bastar
- Antoine Nakab : Émile David
- Anthony Bathany : Maurice Tellier
- Yvan Serouge : Edmond Lefevre
- Eddy Costa : le facteur
- Vincent Leger : Bronstein
- Olivier Reich : Dr Jacq
- Edouard Rossmann : Dr Babin
- Lee Parisy : fils du boulanger
- Alexandre Hamidi : Rino Scolari
- Ugo Venel : Claude Lalet
- Radha Valli : Marie Brechet
- Anne Le Ny : Juliette Môquet
- Fanny Sidney : Jacky
- Manuel Le Lièvre : le docteur Roger Puybouffat[9]
- Charlie Nelson : le sous-préfet Lecornu
- Bruno Paviot : Auguste Delaune
- Philippe du Janerand : le commissaire
- Éric Herson-Macarel : Désiré Granet

### Participation[5]
Pierre-Louis Basse, auteur du livre Guy Môquet, une enfance fusillée (2000), fait une courte apparition dans le rôle de son grand-père maternel, Pierre Gaudin, également militant communiste interné en même temps que Guy Môquet et qui avait tenté de s'interposer pour sauver deux jeunes du peloton d'exécution.